# Münchner Bildungswerk

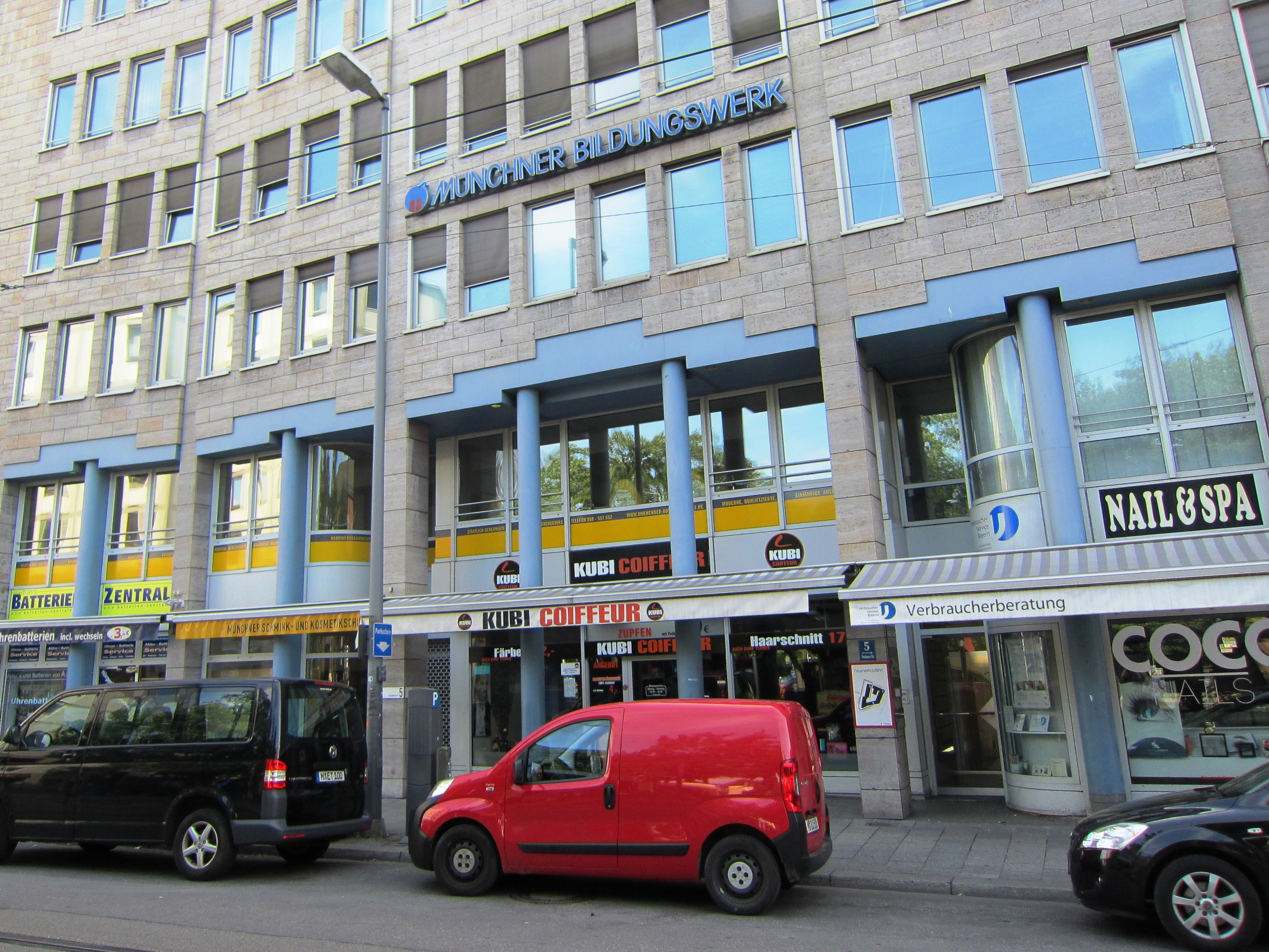
Die Geschäftsstelle des Münchner Bildungswerks befindet sich in der Dachauer Straße 5.

Das Münchner Bildungswerk – Katholische Erwachsenenbildung in der Stadt und im Landkreis München e.V. (MBW) ist eine gemeinnützige Einrichtung der Erwachsenenbildung in der Stadt München und im Landkreis München. Der eingetragene Verein hat den Zweck, die „offene und gemeinnützige katholische Erwachsenenbildung zu fördern“.

## Programm
Es gibt sechs Fachbereiche: Theologie und Ethik (z. B. Pilgertage), Familien und Eltern (Eltern-Aktiv u. a.), Integration und Migration (Deutschkurse u. a.), Freiwilliges Engagement (Seniorenbegleitung u. a.), Senioren (Münchner Erzählcafé u. a.), Kunst und Kultur (z. B. Stadt- und Kirchenführungen). Zu den besonderen Einrichtungen gehören die Münchner Seniorenakademie und die Malakademie mit einem eigenen Atelier.
Die Angebote sind auf lebensbegleitendes Lernen ausgerichtet.

## Geschichte
Der Verein wurde am 19. Dezember 1972 gegründet. Mitglieder sind die katholischen Pfarreien und Verbände in der Stadt und im Landkreis München. 1973 nahmen rund 20.000 Erwachsene an 246 Bildungsveranstaltungen teil. 2011 kamen 102.546 Frauen und Männer zu 4818 Seminaren. 2012 feierte das Bildungswerk sein 40-jähriges Bestehen. Bis zu diesem Zeitpunkt wurden mehr als 3,5 Millionen Teilnehmende gezählt. Die Anzahl der Kurse betrug 132.000. In der Zentrale sind 30 Hauptamtliche beschäftigt. Die Angebote vor Ort werden von über 250 ehrenamtlichen Bildungsbeauftragten durchgeführt.

## Werke
- Mark Achilles, Markus Roth (Hrsg.): Theologische Erwachsenenbildung zwischen Pastoral und Katechese. Grundlagen – Arbeitsfelder – Perspektiven. 2. Auflage. Matthias Grünewald, Ostfildern 2015, ISBN 978-3-7867-3030-9. (Dokumentation eines Symposions des Münchner Bildungswerks)
- Hubert Brosseder (Hrsg.): Denker im Glauben. Theologische Wegbereiter für das 21. Jahrhundert. Don Bosco, München 2001, ISBN 3-7867-8391-8. (Buch zur Gesprächsreihe „Theologie im Vorübergehen – Donnerstagsgespräche in der Dombuchhandlung“)
- Münchner Bildungswerk (Hrsg.): Klaubauf, Klöpfeln, Kletzenbrot: Der Münchner Adventskalender. Volk, München 2012, ISBN 978-3-86222-049-6. (Buch zur gleichnamigen Veranstaltungsreihe)
- Münchner Bildungswerk (Hrsg.): Jahresberichte 2010–2014. München 2011–2015.

## Belege
1. ↑  Wochenanzeiger: Neue Programmbroschüre „Theologie im Zentrum“. Abgerufen am 8. Juli 2015.
2. ↑  Bayerisches Staatsministerium für Bildung und Kultus, Wissenschaft und Kunst: Programm für Kooperation zwischen Eltern und Lehrkräften. Abgerufen am 8. Juli 2015.
3. ↑  Münchner Kirchennachrichten: Münchner Bildungswerk stellt Jahresbericht vor. (Memento vom 27. Juni 2016 im Internet Archive) Abgerufen am 27. Juni 2016.
4. ↑  Abendzeitung: Ehrenamtliche Seniorenbegleiter gesucht. Abgerufen am 8. Juli 2015.
5. ↑  Radio Arabella: Neue Führungen durch Stadt und Kirchen. Abgerufen am 8. Juli 2015.
6. ↑  Erzbischöfliches Ordinariat München Pressestelle (Hrsg.): Münchner Bildungswerk feiert 40-jähriges Bestehen. Abgerufen am 27. Juni 2016.